# Красное (Пензенская область)
Красное — село в Никольском районе Пензенской области России. Входит в состав Усовского сельсовета.

## География
Село находится в северо-восточной части Пензенской области, в подзоне северной лесостепи, в пределах западного склона Приволжской возвышенности, на берегах реки Маис, на расстоянии примерно 10 километров (по прямой) к западу от города Никольска, административного центра района. Абсолютная высота — 218 метров над уровнем моря.

### Климат
Климат характеризуется как умеренно континентальный, с холодной зимой и умеренно жарким летом. Средняя температура воздуха самого холодного месяца (января) составляет −13,3 °C (абсолютный минимум — −34 °C); самого тёплого месяца (июля) — 19,2 °C (абсолютный максимум — 39 °С). Безморозный период длится 126 дней. Годовое количество атмосферных осадков — 527 мм, из которых большая часть выпадает в период с апреля по октябрь. Устойчивый снежный покров образуется в конце ноября и держится в среднем 149 дней.

## Население
| 1864 | 1877  | 1897  | 1911  | 1926 | 1930 | 1939 |
| ---- | ----- | ----- | ----- | ---- | ---- | ---- |
| 978  | ↗1519 | ↘1218 | ↗1458 | ↘855 | ↗934 | ↘556 |
| 1959 | 1979  | 1989  | 1996  | 2002 | 2010 |      |
| ↗632 | ↘327  | ↘118  | ↘72   | ↘31  | ↘28  |      |

### Национальный состав
Согласно результатам переписи 2002 года, в национальной структуре населения русские составляли 100 % из 31 чел.